# Ramona (film, 1910)
Pour les articles homonymes, voir Ramona.
Ramona est un film muet américain réalisé par D. W. Griffith, sorti en 1910.

## Fiche technique
- Titre : Ramona
- Réalisation : D. W. Griffith
- Scénario : D. W. Griffith et Stanner E.V. Taylor, d'après la nouvelle éponyme d'Helen Hunt Jackson.
- Société de production et de distribution : American Mutoscope and Biograph Company
- Photographie : G. W. Bitzer
- Pays de production :  États-Unis
- Format : Noir et blanc - Muet
- Durée : 17 minutes
- Date de sortie :
  - États-Unis : 23 mai 1910

## Distribution
Les noms des personnages proviennent de l'Internet Movie Database.
- Mary Pickford : Ramona
- Henry B. Walthall : Alessandro
- Francis J. Grandon : Felipe
- Kate Bruce : la mère
- W. Chrystie Miller : le prêtre
- Dorothy Bernard
- Gertrude Claire
- Robert Harron
- Dell Henderson
- Mae Marsh
- Anthony O'Sullivan
- Frank Opperman
- Jack Pickford
- Mack Sennett
- Charles West

## Autour du film
- Le film a été tourné dans les paysages du Comté de Ventura (Californie), et Griffith a utilisé des prises de vues très éloignées pour les mettre en valeur.